# کوواچ
کوواچ (به لاتین: Koewacht) یک منطقهٔ مسکونی در بلژیک است که در ترنئوزن واقع شده‌است. کوواچ ۲٬۶۰۹ نفر جمعیت دارد.